# Dacus rufoscutellatus
Dacus rufoscutellatus är en tvåvingeart som först beskrevs av Erich Martin Hering 1937.  Dacus rufoscutellatus ingår i släktet Dacus och familjen borrflugor. Inga underarter finns listade i Catalogue of Life.